# Onorato I. Caetani
Onorato I. Caetani (* um 1336; † 20. April 1400) war ein italienischer Adliger. Er war Graf von Fondi sowie u. a. Herr von Sermoneta und Bassiano.

## Leben
Onorato I. Caetani war der älteste Sohn von Nicola I. Caetani und Giacoma Orsini. Nach dem um 1348 eingetretenen Tod seines Vaters folgte er diesem als Graf von Fondi nach und wurde 1352 in dieser Stellung von Königin Johanna I. von Neapel bestätigt. Er betrieb eine rücksichtslose Expansionspolitik im Königreich Neapel sowie im südlichen Kirchenstaat und nahm 1356 Anagni sowie Sezze ein. Seine Macht stützte er auch auf familiäre Beziehungen. Er heiratete 1359 Caterina del Balzo, eine seiner Schwestern vermählte sich mit Stefanello Colonna.
Neben der generell verworrenen politischen Situation stellte auch Onoratos Bestreben nach territorialer Erweiterung ein Erschwernis für die von Papst Urban V. beabsichtigte Rückkehr von Avignon nach Rom dar. Als Onorato 1367 Ferentino belagerte, wurde er vom Heiligen Vater exkommuniziert, sah sich mit dessen Armee konfrontiert und musste den Rückzug antreten.
Mit dem neuen, seit 1370 amtierenden Papst Gregor XI. unterhielt Onorato hingegen bessere Beziehungen. Während des 1375 ausgebrochenen Krieges der Acht Heiligen, die dieser Papst gegen eine Koalition italienischer Stadtstaaten führte, stand Onorato loyal auf der Seite des Pontifex Maximus. Er wurde zum Rektor von Campagna-Marittima, einer der sieben Provinzen des Kirchenstaates, ernannt und eskortierte Gregor XI. im Januar 1377 bei dessen Rückkehr nach Rom. Doch das harte Vorgehen Gregors XI. und mancher hoher Prälaten gegen widerstrebende Parteien führte zu einem starken Prestigeverlust des Heiligen Stuhls. Der Papst musste bald wieder aus Rom flüchten und fand im Mai 1377 Aufnahme bei Onorato, der ihn in Anagni residieren ließ.
Nach dem Ableben Gregors XI. (27. März 1378) warnte Onorato die Kardinäle, die ins Konklave gehen wollten, in Rom zu bleiben, denn dann müssten sie nach dem Wohlgefallen der Römer wählen; zögen sie hingegen nach der Campagna, könnte er sie dort schützen und ihnen eine freie Wahl garantieren. Nach Bekanntwerden dieser Aussage musste Onorato unter Androhung der Todesstrafe die Stadt verlassen. Der in jenem Konklave gewählte Papst Urban VI. lehnte es ab, ein Darlehen von 20.000 Goldgulden, das der Graf von Fondi seinem Vorgänger gegeben hatte, zurückzuzahlen und entzog ihm auch das Rektorat von Campagna-Marittima, um es an dessen Feind, Tommaso Sanseverino, zu vergeben. Zur Rache verständigte sich Onorato mit der Königin Johanna von Neapel, die in der Förderung des ihr aufsässigen Sanseverino eine Manifestation des Papstes zugunsten ihres Konkurrenten um die Krone, Karl III. von Durazzo, finden konnte. Dieses mächtigen Beistands versichert, bearbeitete Onorato die ultramontanen französischen Kardinäle, die mit Urban VI. zerfallen waren und sich nach Anagni gewandt hatten. Er gewann auf die unzufriedenen Prälaten solchen Einfluss, dass diese unter seiner Schirmherrschaft am 20. September 1378 in Fondi einen Gegenpapst in der Person des Kardinals Robert von Genf aufstellten, der den Namen Clemens VII. annahm. So begann das bis 1417 währende Abendländische Schisma. Im Gegensatz zu Onorato trat sein Bruder Giacomo auf die Seite Urbans VI., womit die bis dahin bestehende Einigkeit der beiden Brüder endete.
Clemens VII. ernannte Onorato erneut zum Rektor von Campagna-Marittima und gab ihm auch die Lehen Sermoneta und Bassiano. Im Winter 1378/79 nahm Onorato am Versuch von Clemens’ Anhängern teil, Rom zu erobern, und erhielt vom Gegenpapst trotz des Scheiterns dieser Mission im Mai 1379 etwa 2000 Florin ausbezahlt. Als sich Clemens dann nach Avignon begab, blieb Onorato mit ihm in Kontakt. Im Juli 1380 besiegte der damals auf seinem Höhepunkt stehende Graf von Fondi bei Ninfa seine feindlichen Vettern, die Urban VI. unterstützten, und errichtete um 1380 bei Formia die Festung Castellonorato.
Onoratos Macht begann aber zu bröckeln, als Karl III. von Durazzo 1381 erfolgreich ins Königreich Neapel einfiel. Karl nahm u. a. Balthasar von Braunschweig-Grubenhagen, den Gatten von Onoratos Erbtochter Giacobella, gefangen und ließ ihn blenden; Balthasar starb 1385. Im Auftrag Karls von Durazzo sollte auch Onoratos Bruder Giacomo Fondi erobern, und Velletri vertrieb Ende 1381 die bretonischen Söldner von Onorato, der sich aber dennoch behaupten konnte. In der Folge unterstützte Onorato den von der Königin Johanna adoptierten Herzog Ludwig I. von Anjou bei dessen vergeblichem Versuch, das Königreich Neapel zu erobern. Kurz bevor Ludwig im September 1384 starb, ernannte er dafür Onorato zu einem seiner Testamentsvollstrecker.
Nachdem Papst Urban VI. am 15. Oktober 1389 verschieden war, schloss der Graf von Fondi 1390 mit dem neuen Papst Bonifatius IX. einen Waffenstillstands, stand aber weiterhin loyal zu Clemens VII. und dessen Nachfolger Benedikt XIII. Ab 1395 begann Onorato mit Invasionen in die römische Campagna und suchte durch Intrigen, den Papst zur Flucht zu nötigen, scheiterte dabei aber zweimal. Bonifatius IX. exkommunizierte ihn daraufhin am 2. Mai 1399 und führte gemeinsam mit König Ladislaus von Neapel einen als Kreuzzug deklarierten Angriff gegen ihn durch. Nach dem Verlust von Anagni, Sezze und Cisterna unternahm Onorato noch am 15. Januar 1400 eine fehlgeschlagene Attacke auf Rom und musste sich schließlich der Koalition von Ladislaus und dem Papst beugen. Kurz danach erlag er am 20. April 1400 einem Schlaganfall.